# Audax Italiano
Audax Italiano es un club profesional de fútbol de Chile, radicado en la comuna de La Florida, en la ciudad de Santiago. Fue fundado el 30 de noviembre de 1910 por miembros de la colonia italiana residente en Chile como un club de ciclismo denominado Audax Club Ciclista Italiano. La palabra «Audax» proviene del latín y significa «osado», que era un término frecuente que se les daba a los ciclistas a principios del siglo XX.
En 1921 los hermanos Domingo y Tito Fruttero fundaron la rama de fútbol del club. Esta rama ingresó ese mismo año a la Liga Metropolitana, la cual ganó en el año 1924. En 1927 Audax comenzó a participar en la Liga Central, denominada Asociación de Football de Santiago desde 1930, en donde se coronó campeón de su División de Honor en los años 1931 y 1932. Si bien comenzó siendo un club de ciclismo e incursionó en otras disciplinas deportivas, desde hace algunos años a esta parte se ha dedicado exclusivamente al fútbol.
En 1933 Audax Italiano fue parte del grupo de clubes que fundó de la Primera División, torneo en el que se desempeña y del que se ha coronado campeón en 1936, 1946, 1948 y 1957, siendo así el sexto equipo con más títulos nacionales junto a Magallanes y Everton.
Audax Italiano efectúa de local en el Estadio Bicentenario de La Florida, recinto ubicado en la comuna del mismo nombre, que cuenta con capacidad para 12 000 espectadores. El estadio fue inaugurado en 1986 y totalmente reconstruido en el año 2008 para el mundial de fútbol femenino de aquel año, torneo del cual acogió, entre otros, la final y el partido inaugural.
Sus rivales tradicionales son Unión Española y Palestino, con quienes juega el denominado clásico de colonias. Además, antiguamente jugaba el llamado «clásico criollo» con Colo-Colo, que recibía dicha denominación del hecho que ambas instituciones eran las únicas que en ese entonces utilizaban solo jugadores nacionales.

## Historia

### Fundación y era amateur

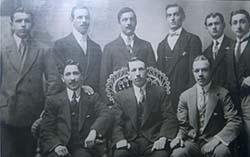
Fundadores del Audax Club Ciclista Italiano.

El 30 de noviembre de 1910 tres miembros de la colonia italiana residente en Chile: Alberto Caffi, Ruggero Cozzi y Amato Ruggieri, decidieron crear una institución que los representara. Es así como en una reunión efectuada en la sombrerería Caffi se fundó el «Audax Club Ciclista Italiano», nombrando como su primer presidente a Alberto Caffi. La institución nació como un club casi exclusivamente enfocado al ciclismo, deporte en el cual organizó un festival que se disputaba en el Velódromo de los Campos de Sports de Ñuñoa. Sin embargo, con el correr de los años y el considerable aumento en el número de socios, el club fue diversificando cada vez más su actividad deportiva.
Si bien los primeros equipos de fútbol de Audax Italiano datan de 1917, no fue hasta 1921 que un grupo de socios, liderados por los hermanos Domingo y Tito Fruttero, fundaron oficialmente la rama de fútbol del club. Otros socios fundadores fueron: Arnaldo Antolisei, Epamínonda Andreani, Zifredo Berzecio, Emilio Cintolesi, Octavio Cintolesi, Pergente Cintolesi, Ruggero Cozzi, Enrique Datteri, Luis Datteri, Saturnino del Sante, Carlos Davene, Mario Maglio, Mario Silvio, Albino Pagani, Arturo Podestá, Victorio Queirolo, Gerelamo Repetto, Armando Zanelli, Enrique Zanolli Solari, Héctor y Rafael Zembo. Fue en ese momento que el club adoptó el nombre de «Audax Club Sportivo Italiano». Así, además del ciclismo y el fútbol, el club abarcó disciplinas como el atletismo, el boxeo, la natación, el automovilismo, entre otras. Pese a que la creación de la sección de fútbol acarreó un serio conflicto que estuvo a punto de disolver el club, llegando hasta pensarse en la separación de dos instituciones italianas deportivas completamente distintas, el hecho fue solucionado con la definitiva unificación.
Ese mismo año, el club ingresó en la Liga Metropolitana, adjudicándose la Copa Chile al año siguiente, y la propia Liga en 1924, en lo que fue la primera gran victoria de la institución. En 1927, tras la reunificación del fútbol chileno ocurrida un año atrás, Audax comenzó a participar en la Liga Central, en donde se mantuvo entre los puestos de avanzada del campeonato hasta que en 1931 obtuvo el título de campeón.
Para el campeonato de 1932, Audax Italiano terminó en el primer lugar empatado en puntos con Colo-Colo, por lo que se debió jugar una final para dirimir al campeón, la cual fue disputada el 8 de diciembre de 1932. El encuentro fue suspendido cuando Colo-Colo ganaba por 2:1 debido al derrumbe de una tribuna del Estadio Italiano y la posterior trifulca por parte de los aficionados, siendo otorgado el último título del amateurismo nacional a ambos elencos.

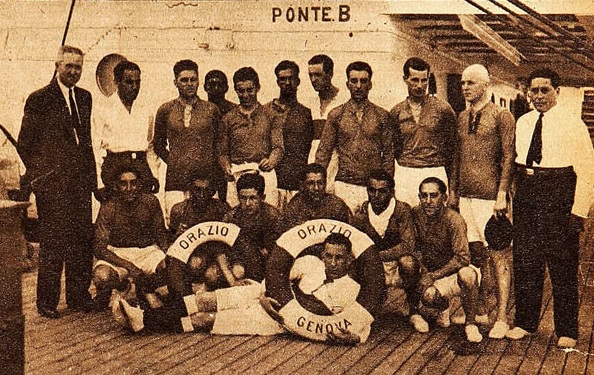
Plantel de Audax Italiano a bordo del Orazio, durante su viaje a Estados Unidos en su gira por las tres Américas.

Tras el incidente, el club siguió con su éxito deportivo. Apoyado por la colonia italiana, el equipo realizó la llamada «gira larga» o «gira por las tres Américas». Dicha gira comenzó el 29 de enero de 1933 y finalizó con el plantel regresando desde Nueva York el 25 de octubre del mismo año.
En el desarrollo de la gira, efectuada entre el 19 de enero y el 23 de noviembre, el conjunto itálico jugó 59 partidos en total, ganando 39 de ellos, empatando 8 y perdiendo 12. Convirtió 210 goles y recibió 110. Enfrentó rivales en Perú, México, Costa Rica, El Salvador, Honduras, Cuba, Estados Unidos, Canadá, Ecuador y su último partido lo jugó en Chile con la selección de Tocopilla.

### Profesionalismo y el primer título

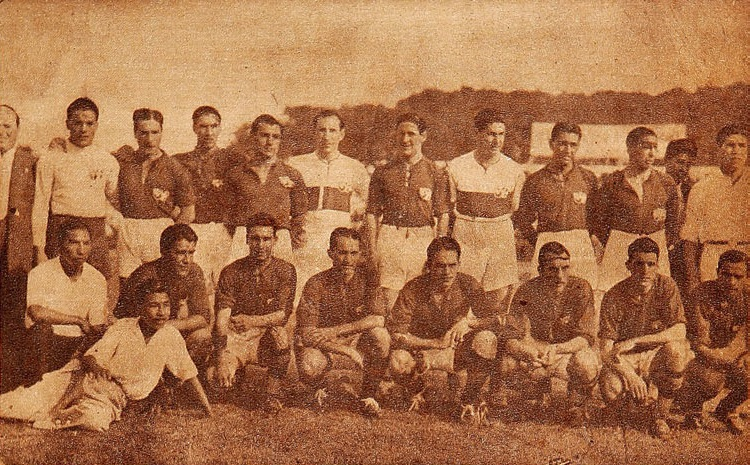
Plantel de Audax Italiano que se coronó campeón en 1936.

En el año 1933, Audax fue uno de los equipos fundadores de la Liga Profesional. Con el equipo todavía de gira se dio comienzo al campeonato, cuyo partido inaugural fue jugado entre Audax y Morning Star en el Estadio Santa Laura y que finalizó en victoria para el equipo audino por 3 goles a 1. El torneo terminó siendo ganado por Magallanes, mientras que Audax Italiano finalizó en quinta posición, con tres victorias y cuatro derrotas. Al año siguiente, Audax obtuvo el subcampeonato del torneo oficial al conseguir diecinueve puntos, dos menos que el campeón, que volvió a ser Magallanes.
El campeonato de 1935, finalizó con Audax y Magallanes empatados en primer lugar con catorce puntos, pero el equipo de Santiago F.C. reclamó los dos puntos frente al empate 5:5 contra Audax Italiano en la jornada 9. El Consejo de la Sección Profesional acogió la reclamación de Santiago F.C. y con esto Audax perdió un punto por secretaría, finalizando el torneo con trece puntos y obteniendo el subcampeonato, mientras que Magallanes se coronó tricampeón del fútbol chileno.
Bajo la conducción técnica del delantero Carlos Giudice, Audax consiguió su primer campeonato el año 1936, finalizando el torneo con siete encuentros ganados, dos empatados y uno perdido. En el plantel de ese año, aparte de Guidice, destacaron jugadores como el costarricense Hernán Bolaños, goleador del campeonato con 14 goles, los zagueros Ascanio Cortés y Humberto Roa y una línea media conocida como la «línea de acero», conformada por Enrique Araneda, Guillermo Riveros y Guillermo Gornall.
En el año 1937, el equipo no pudo repetir el éxito del título del año anterior y finalizó el campeonato en quinta posición. Ya en 1938, el equipo consiguió el subcampeonato del torneo oficial al finalizar un punto por debajo de Magallanes.

### Tres nuevos campeonatos

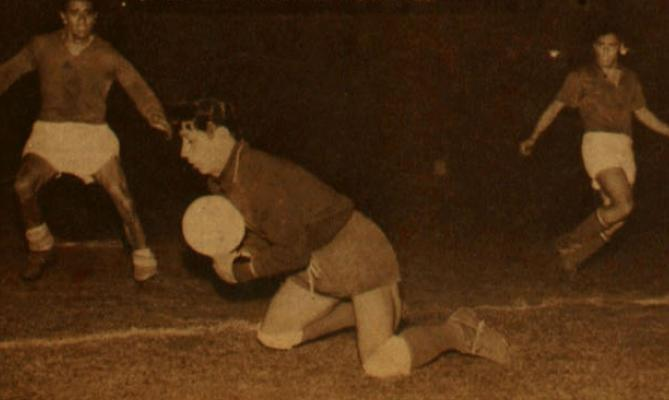
Daniel Chirinos atrapa un disparo en el partido entre Audax y Santiago Wanderers en 1957. Chirinos se consagró campeón con Audax en 1946, 1948 y 1957.

Los años 1940 comenzaron con el equipo obteniendo nuevamente un subcampeonato, esta vez a tres puntos de la Universidad de Chile. Ya en 1941, Audax Italiano consiguió su primer título del Campeonato de Apertura. Tras derrotar a Unión Española en la semifinal, derrotó a Magallanes por 2:1 en la final, alzándose con el título. Sin embargo, en el campeonato oficial el equipo no logró el objetivo de lograr el título, finalizando en la tercera posición ese año, y el segundo lugar en 1944, a solo un punto del campeón Colo-Colo.
Tras diez años de espera, Audax consiguió su segunda estrella de Primera División en el año 1946. En ese plantel destacaban jugadores como el portero Daniel Chirinos y el delantero argentino Hugo Giorgi, que al año siguiente fue transferido al Bologna de Italia. En 1947 el equipo no pudo conseguir el bicampeonato y finalizó segundo a siete puntos de Colo-Colo.
Bajo la dirección técnica del entrenador Salvador Nocetti y de la mano de jugadores como Daniel Chirinos, Carlos Atlagic, Juan Manuel Acuña, mejor jugador del campeonato y el goleador del torneo con 22 goles Juan Zárate, Audax consiguió su tercer campeonato nacional en el año 1948 una fecha antes de que terminara el torneo en el Estadio El Tranque de Viña del Mar al derrotar a Everton.
Ya en 1951 el equipo finalizó en el primer lugar de la tabla con el mismo puntaje que Unión Española, por lo que se debió jugar un partido de desempate que se jugó en el Estadio Nacional con cerca de 42 000 espectadores que vieron el triunfo de los hispanos por 1:0.
Tras irregulares campañas en los campeonatos de 1955 y 1956 en donde se ubicó en octava y séptima posición respectivamente, el equipo consiguió su cuarta estrella de la mano del húngaro Ladislao Pakozdi al quedar en primer lugar con 34 puntos, tres más que su más cercano perseguidor, la Universidad de Chile. En el plantel campeón destacaban entre otros el portero Daniel Chirinos, jugador que estuvo en tres de los cuatro títulos ganados por los itálicos. Otros jugadores destacado de ese plantel de 1957 fueron Adelmo Yori, Luis Vera, Luis Escobar y Francisco Molina.

### Malas campañas y el paso por Segunda
En los siguientes años el potencial del equipo fue disminuyendo progresivamente, realizando malas campañas que dejaron al equipo en la zona media de la tabla y la zona de descenso. La mejor actuación de Audax en la década de 1960 se vio en el campeonato de 1968, en el que finalizó en sexta posición a diez puntos del campeón Santiago Wanderers. Ese mismo año contó con el goleador del torneo Carlos Reinoso, quien consiguió anotar 21 goles.
La temporada de 1971 terminó con el equipo en última posición en conjunto con Lota Schwager y se jugó un partido para definir al equipo que perdía la categoría. El encuentro, disputado en Talca, terminó con victoria para Lota por 2:1, por lo que Audax descendió por primera vez en su historia a Segunda División.
El equipo cumplió cuatro años con irregulares desempeños en Segunda antes de alcanzar un puesto en la Liguilla de Promoción al quedar ubicado en cuarta posición del campeonato de 1976. En la Liguilla terminó en segundo lugar tras Huachipato, por lo que consiguió el regreso a la máxima categoría del fútbol chileno.

### Irregularidad y un nuevo descenso
De vuelta en Primera División el club no logró reeditar sus glorias pasadas, manteniéndose en mitad de la tabla, e incluso alcanzando puestos de Liguilla de Promoción como en 1979, en donde logró la permanencia en Primera tras vencer a Deportes Arica y empatar con Santiago Wanderers e Independiente de Cauquenes.
De la mano del técnico Hernán Godoy en 1981 el equipo realizó una buena campaña en Copa Chile eliminando al Cobreloa, finalista de Copa Libertadores, en cuartos de final y a Unión Española en semifinales, alcanzando así la final del torneo, en donde finalmente Colo-Colo derrotó a los audinos por 5:1. Sin embargo, por el campeonato oficial de ese año Audax no consiguió reeditar las buenas actuaciones de la Copa y solamente alcanzó la séptima posición.
Ya en la temporada 1983, Audax Italiano (que se reforzó con el delantero uruguayo Eduardo Rey) finalizó el torneo en la última posición entre 22 equipos, aun así el equipo salvó del descenso, ya que se aumentó el número de participantes a 26. Sin embargo, para 1986 el equipo ocupó el penúltimo lugar solo superando a Magallanes, perdiendo así la categoría y volviendo a Segunda División tras diez años consecutivos participando en la máxima división.
En su regreso a la segunda categoría Audax realizó irregulares desempeños que, incluso en el año 1988, casi llevaron a que el equipo descendiera a Tercera División, cuando derrotó en partidos ida y vuelta a Malleco Unido por la permanencia en el fútbol profesional.
En 1987 y tras un acuerdo cerrado con la municipalidad, Audax comenzó a ejercer su localía en el Estadio Municipal de la comuna de La Florida, en el sector sur de la ciudad de Santiago. En dicha comuna el club mantenía su complejo de entrenamiento desde hace casi dos décadas, en la intersección de las avenidas Trinidad y Santa Raquel, donde en la actualidad se sitúa el barrio bautizado por dicha razón como «Villa Italia». El primer partido jugado por el equipo itálico como local en La Florida fue un encuentro válido por la cuarta fecha del Campeonato de Apertura de 1987 frente a Deportes Arica el 15 de marzo de ese mismo año, el cual finalizó con un empate a 2 goles, siendo el primer gol del elenco itálico marcado en su nueva casa obra del delantero brasileño Ribamar Batista.

### El retorno a Primera
Bajo dirección técnica de Jorge Aravena, el equipo consiguió el anhelado regreso a Primera División en el año 1995. En la última fecha del campeonato los itálicos recibieron a Santiago Wanderers, equipo con la misma cantidad de puntos que Audax. El encuentro jugado en el Estadio Monumental, terminó empatado 0:0 y, tras otra serie de resultados, ambos clubes terminaron consiguiendo el esperado ascenso. Posteriormente, el título de campeón se definió en dos partidos extras que favorecieron al equipo de Valparaíso. Pese a eso, el equipo contó con jugadores como el ex seleccionado chileno Fernando Astengo, Pablo Ortega, Marco Villaseca, Sammy Moreno, Alejandro Carrasco, Rodrigo Delgado, Marcelo Peña, Fabián Vásquez y el paraguayo Evaristo Masi, Guillermo Montoille, Marcelo Peña, Mario Araya, entre otros.
Aravena no continuó para 1996, por lo que la presidencia encabezada por Valentín Cantergiani y Gino Ravera contrató al técnico Roberto Hernández (que años después, dirigió a los todopoderosos del país, Universidad de Chile y Club Social y Deportivo Colo-Colo), quien guio al equipo a cumplir una buena campaña en su retorno a Primera División al finalizar en cuarta posición (donde incluso logró empatarle al Colo-Colo de Gustavo Benítez, cuyo empate le bastó al "Cacique", para coronarse campeón), lo que le valió un cupo para disputar la Liguilla Pre-Libertadores, en donde perdieron frente a Cobreloa en la primera fase. En esa temporada, el club se reforzó por ejemplo, con el ex seleccionado argentino Claudio Borghi (que años después, sería entrenador del club), el seleccionado paraguayo Hugo Brizuela y los brasileños Danilo Machado y Antônio Marcos Tobias, este último conocido como Toninho, que no es el Toninho que jugó en Colo-Colo en 1994.
Las buenas campañas siguieron con el entrenador Óscar Malbernat, quien guio al equipo a un tercer lugar en el Clausura 1997 y a la final de la Copa Chile 1998, en donde fueron derrotados por la Universidad de Chile. El desempeño alcanzado en la Copa hizo que Audax lograra clasificar por primera vez a un torneo oficial internacional: la Copa Conmebol de ese año. En ese torneo se enfrentaron a Rosario Central en la primera ronda, en donde quedaron eliminados al perder por 2:0 como visitante y ganar por 1:0 como local. En el plano nacional, Audax solamente se ubicó por un punto sobre los puestos de Promoción, en el 12° lugar del torneo oficial.
En el año 2000 bajo la dirección técnica de Óscar del Solar el club consiguió un cupo para la Liguilla Pre-Libertadores, pero caería finalmente derrotado por Deportes Concepción y no pudo llegar al torneo internacional.
Ya en la era de los campeonatos cortos, y luego de un irregular 2002, en el Apertura 2003 el club consiguió un buen desempeño al quedar ubicado en segunda posición de la fase regular destacando el desempeño del goleador de ese campeonato, Salvador Cabañas. Sin embargo, en los playoffs Audax cayó en primera ronda frente a Santiago Wanderers. En el Clausura de 2003 tampoco pudo sobrepasar la primera ronda siendo eliminados por Colo-Colo. Al año siguiente el equipo tampoco pudo avanzar a la segunda ronda de playoffs siendo eliminado por Colo-Colo y por Cobreloa en primera ronda, en el Apertura y Clausura respectivamente.

### El regreso de las buenas actuaciones

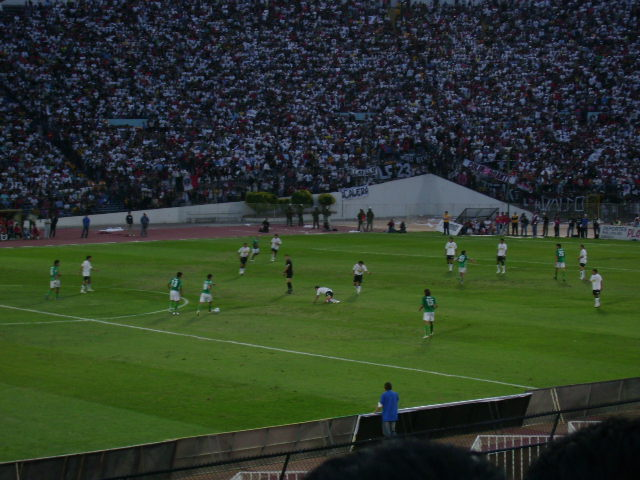
Escena del partido de vuelta de la final del Clausura 2006 entre Audax Italiano y Colo-Colo en el Estadio Nacional.

Luego de un mal 2005 para Audax, a finales de ese año la presidencia encabezada por Valentín Cantergiani contrató como entrenador a Raúl Toro para la temporada 2006. Después de que en el Torneo de Apertura 2006 el equipo clasificó a los playoffs siendo eliminado por la Universidad de Concepción en cuartos de final, en el Clausura Audax Italiano llegó a la final del campeonato tras derrotar en las semifinales a O'Higgins de Rancagua, con un marcador global de 6:5. Esto significó la primera participación de Audax en la Copa Libertadores de América, ya que el otro finalista, Colo-Colo, ya estaba clasificado por ser campeón del Apertura.
En la final Audax Italiano perdió ambos partidos contra Colo-Colo. El primero, en el Estadio Monumental, por 0:3, y el segundo, en el Estadio Nacional, por 2:3, quedándose con un subcampeonato por octava vez en su historia.
En su primera participación en la Copa Libertadores compartió el Grupo 2 con Alianza Lima, Necaxa y São Paulo, consiguiendo su primer triunfo en el torneo internacional frente al Alianza Lima al ganarle por 1:3 con goles de Carlos Villanueva Rolland, Roberto Cereceda y Rodolfo Moya. El grupo se cerró solo en la última fecha al empatar 2:2 con São Paulo en Brasil, lo que dejó a los audinos fuera, a pesar de su igualdad a once puntos con el equipo brasileño, por diferencia de gol. En el plano local, en el Apertura 2007 el equipo se ubicó tercero a solo tres puntos del campeón Colo-Colo. Esta ubicación permitió que Audax disputara su clasificación a la Copa Sudamericana frente a la Universidad Católica a la cual derrotó por 0:3.
Su desempeño en la Copa Sudamericana 2007 comenzó eliminando a Jorge Wilstermann para luego caer frente a Colo-Colo tras empatar 0:0 y 1:1 por regla de goles de visitante. En el Clausura 2007, destacando la actuación del goleador del campeonato Carlos Villanueva, Audax quedó ubicado en primera posición de la fase regular, lo que le permitió clasificarse a la Libertadores del año siguiente como Chile 3. Ya en los playoffs y luego de derrotar a Cobreloa fue eliminado finalmente por la Universidad de Concepción en semifinales.

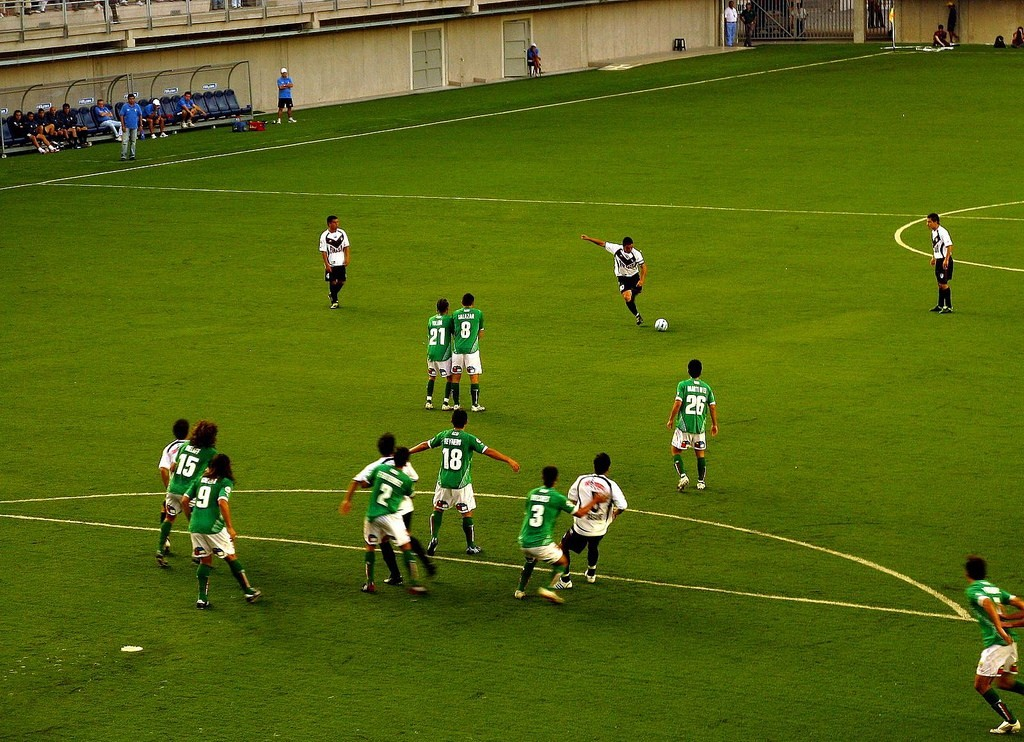
Audax Italiano frente a Santiago Morning en el Bicentenario de La Florida por el Apertura 2009.

Aún con Raúl Toro en la banca y Audax como Chile 3 el club ingresó a la primera fase de la Copa Libertadores 2008 en donde eliminó al equipo colombiano Boyacá Chicó, logrando así llegar a la siguiente etapa compartiendo grupo con Atlético Nacional, São Paulo y Sportivo Luqueño. En esta fase de grupos Audax Italiano no logró clasificarse a octavos de final, ya que finalizó último en su grupo, aunque destacando la victoria por 1:0 frente a São Paulo en Santiago. Localmente, en el Apertura 2008 el equipo fue eliminado de los playoffs en cuartos de final por Everton de Viña del Mar y en el Torneo de Clausura Audax cumplió una discreta participación en donde no logró clasificar a playoffs. Cabe destacar que a fines de 2008 se reinauguró el Estadio Bicentenario de La Florida, donde efectúa de local Audax Italiano, remodelado con motivo de la Copa Mundial Femenina de Fútbol Sub-20 de 2008 celebrada en el país. En conjunto a esto, el club cambió el nombre de su sociedad administradora por Audax Italiano La Florida, como una forma de identificarse mayormente con la comuna en donde ejerce de local.
En la temporada 2009 el equipo no logró superar los cuartos de final en los Torneos de Apertura y Clausura, siendo eliminados por Universidad de Chile y Santiago Morning respectivamente. Al año siguiente y de la mano del entrenador Omar Labruna, Audax consiguió un invicto de 14 fechas, que llevó al equipo a disputar la Liguilla Pre-Libertadores 2010, en donde fueron eliminados en la final por la Unión Española.

## Presidentes
- 1910: Emilio Cintolesi.[10]
- 1911: Albino Pagani.[10]
- 1912-1930: Alberto Caffi, Cirilo Antillo, Domingo Barbaglia, Ernesto Levi, Américo Simonetti, Adalciso Pastorino, Nino Brusadelli, Raimundo Sturione, Eugenio Gellona, Alberto Solari Magnasco.[10]
- 1920: Cirilo Antillo.[62]
- 1954: Rafael Lasalvia.
- 1957: Gino Simonetti.
- 1984: Livio Baschieri
- 1986: Livio Baschieri
- 1993: Antonio Mauriziano.
- 1995-1996: Valentín Cantergiani.
- 1997-1998: Livio Baschieri
- 1999-2000: Gino Ravera.
- 2001-2011: Valentín Cantergiani.
- 2011-2012: Ernesto Corona.
- 2012-2018: Lorenzo Antillo Matas.
- 2019-2022: Lorenzo Antillo González.
- 2022-        : Gonzalo Cilley

## Escudo

Escudo de armas de la Casa de Saboya, inspiración de la primera insignia del club.

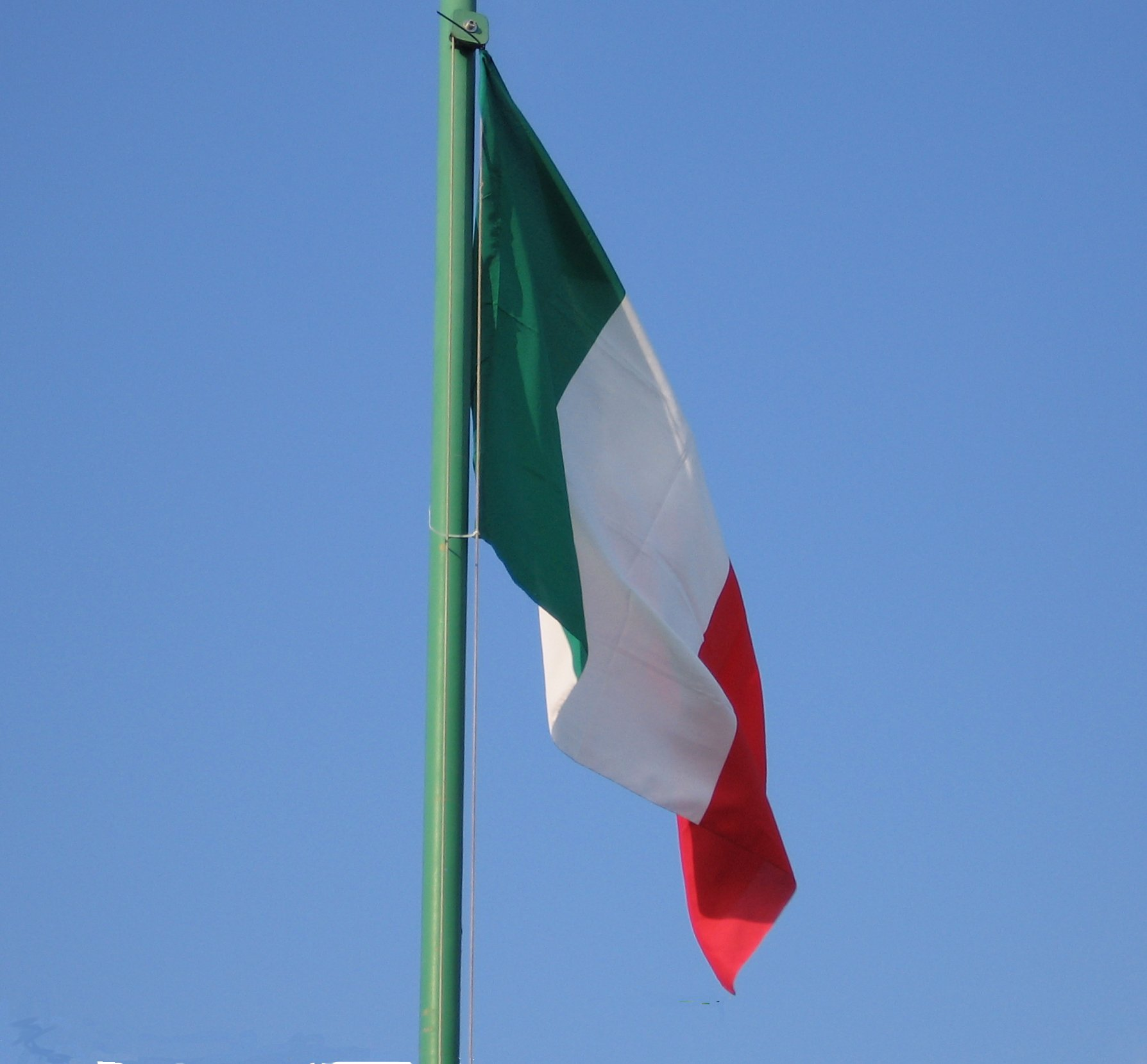
El escudo del club presenta los colores verde, blanco y rojo de la bandera de Italia.

En el primer escudo del club figuraba una cruz plana de plata sobre campo de gules, que era el escudo de la familia real de Saboya, reyes de Italia desde su unificación. Este escudo apareció en la bandera de Italia hasta la caída de la monarquía italiana, el 2 de junio de 1946. Otros equipos nacidos de inmigrantes italianos emplearon este emblema en sus inicios, como el Palestra Italia de São Paulo.
Este escudo fue modificado durante la gira por el continente americano que realizó Audax en 1932, ya que junto al escudo de la casa de Saboya, fue agregado el Escudo Nacional de Chile, iniciándose un proceso de chilenización que tuvo su punto más alto en la década de 1950.
Desde los años 1950 el escudo de Audax Italiano se compone de un círculo de color azul con borde dorado. En su centro tiene una rueda de bicicleta de color blanco, haciendo honor a los orígenes del club como club de ciclismo, y dentro del círculo que forma esta rueda, los colores verde, blanco y rojo, formando la bandera de Italia. En la parte superior, siempre dentro del círculo azul, se ubica un águila dorada, y en la parte inferior del círculo azul las iniciales «A.C.S.I.» de color blanco, haciendo referencia a «Audax Club Sportivo Italiano», antiguo nombre oficial de la institución. En la camiseta, desde el año 1999, debajo del escudo se le añadió el nombre de la comuna de la ciudad de Santiago donde juegan como local, La Florida, en color blanco.
En el año 2022 el club inició un concurso para que sus hinchas enviaran propuestas de nuevos escudos para la modernización del mismo. Luego de que el directorio del club eligiera tres opciones, una votación de hinchas, abonados y entidades italianas votaron por el diseño creado por los hermanos Diego y Cristóbal Casaborne. Esta versión mantiene las características tradicionales, pero dejó de lado las iniciales «A.C.S.I.», para dejar en su lugar la palabra «Audax».

## Uniforme

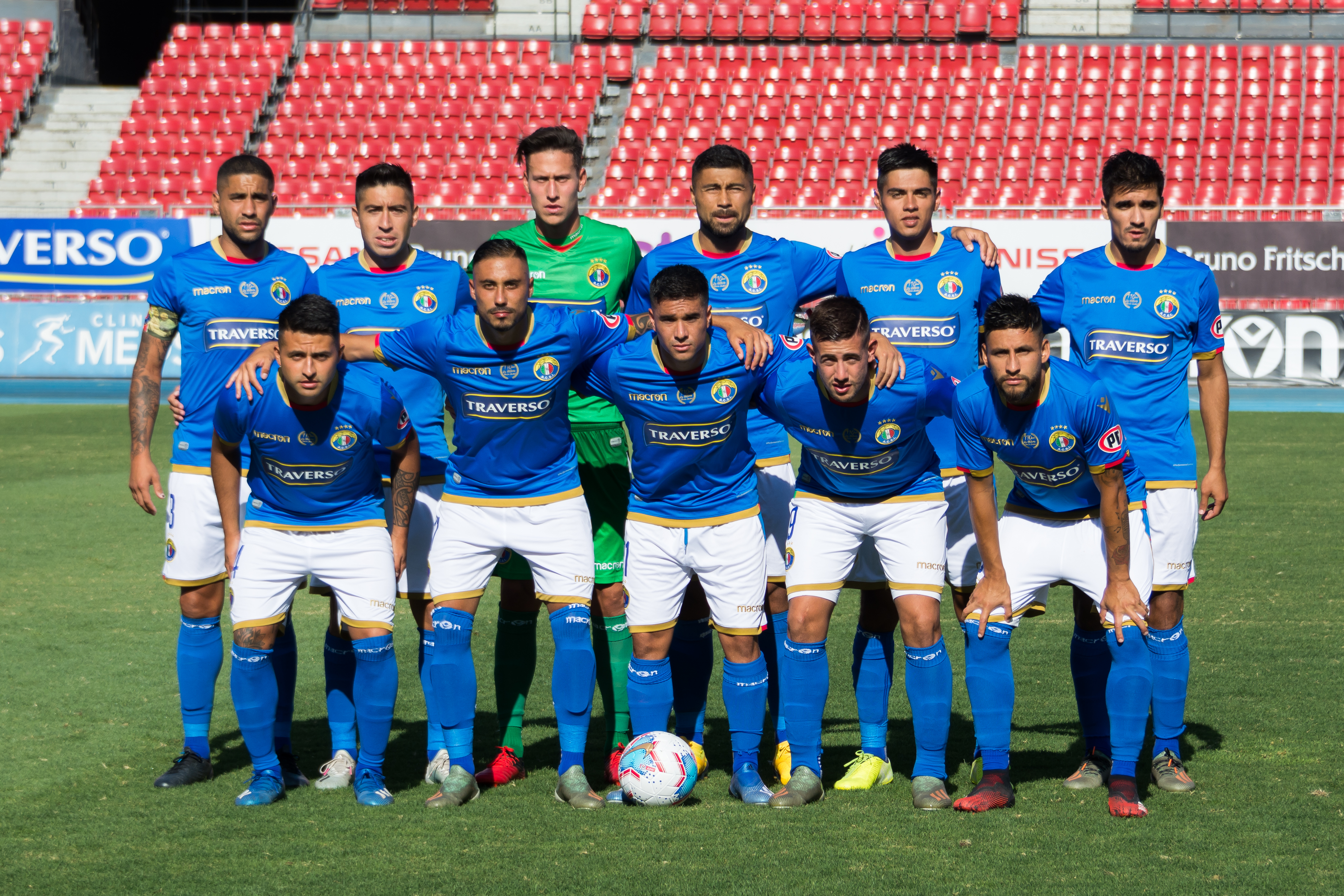
Formación de Audax Italiano, con vestimenta azul, en 2020.

Desde su fundación en los años 1920 los colores históricos y predominantes de la rama de fútbol de Audax Italiano han sido el verde en la camiseta, el blanco en los pantalones y el verde en las medias, que también han presentado colores como el negro, gris y blanco. El club debe sus colores a la representación de la bandera italiana, por lo que a menudo se han agregado trazos rojos y blancos a la camiseta verde para resaltar esta identificación. Si bien el uniforme del club no ha presentado mayores cambios a lo largo de su historia, en 1997 se agregó una franja horizontal blanca, la que solo se mantuvo por algunos partidos.
La segunda equipación históricamente ha sido de color blanco en las camisetas, a la que tradicionalmente se le agregan trazos rojos y verdes, y el blanco o verde en los pantalones y medias. En el año 2010 fue usado un uniforme completamente de azul en conmemoración del centenario del club y honrando los colores de la selección italiana, que viste de ese color dado que el azul fue el representativo de la Casa de Saboya.
| Primer | ver evolución | Actual |

## Estadio

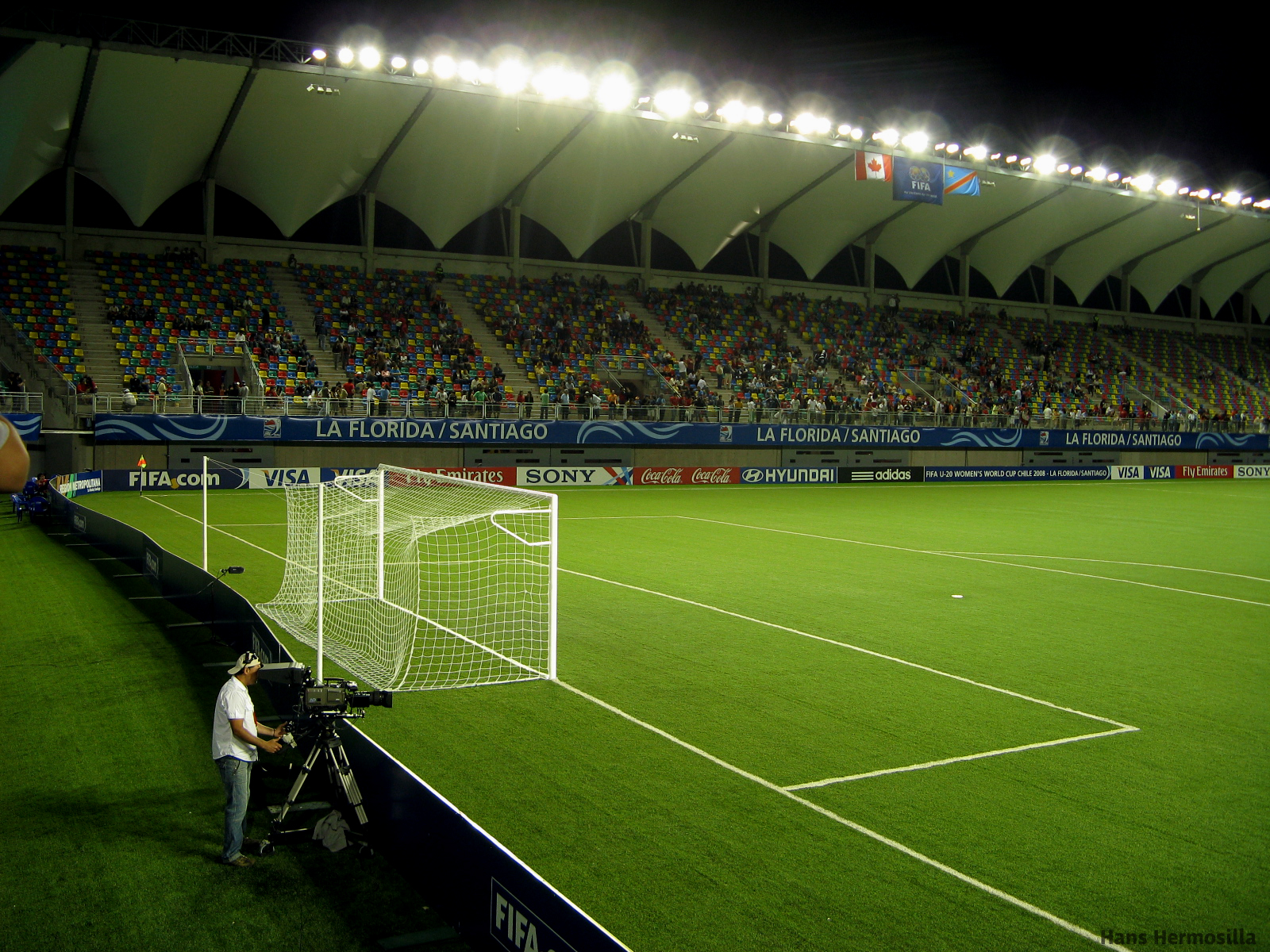
El Bicentenario de La Florida durante un partido de la Copa Mundial Femenina de Fútbol Sub-20 de 2008, para el cual fue reconstruido.

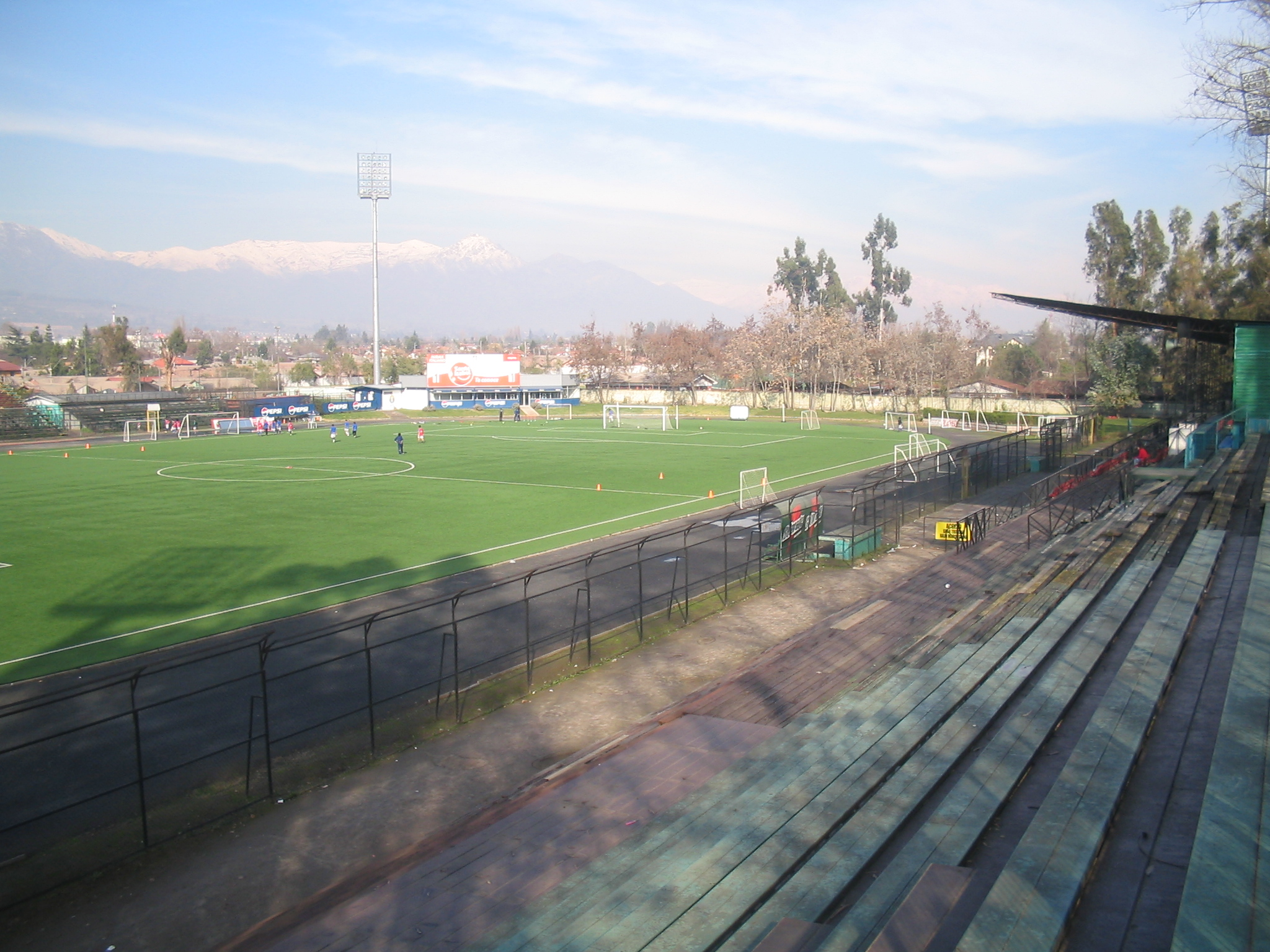
El Municipal de La Florida antes de su remodelación en el año 2008.

Audax Italiano ejerce de local desde 1987 en el Estadio Bicentenario de La Florida, ubicado en la comuna del mismo nombre en el sector sur de la ciudad de Santiago, específicamente en la calle Enrique Olivares 1003. El estadio es propiedad de la Municipalidad de La Florida, aunque entregado en comodato al club por 30 años desde el año 2008. Tras una reconstrucción con miras a la Copa Mundial Femenina de Fútbol Sub-20 de 2008 fue inaugurado por la presidenta Michelle Bachelet el 12 de noviembre de ese año. El recinto tiene una superficie de unos 25 mil metros cuadrados, posee pasto sintético y una capacidad para 12 000 espectadores.
En los inicios del club la rama de fútbol jugó de local en diversos recintos capitalinos, hasta el 29 de junio de 1928, cuando el club inauguró el Estadio Italiano, con capacidad para 10 000 espectadores, que estaba ubicado en la actual comuna de Independencia cerca del Cementerio General. Sin embargo, este recinto posteriormente llevó muchos años clausurado hasta ser demolido. Desde el debut del club en el profesionalismo en 1933 Audax comenzó a jugar como local en distintos estadios de la capital como el Estadio Santa Laura, los Campos de Sports de Ñuñoa y posteriormente el Estadio Nacional, inaugurado en 1938.
Para 1987, con Audax en Segunda División, el club disputaba sus encuentros de local en el Estadio Municipal de San Miguel hasta ese mismo año, cuando el equipo comenzó a ejercer de local en el Estadio Municipal de La Florida, en ese entonces con una capacidad de 7000 espectadores. Con el ascenso a Primera en 1996 Audax continuó disputando sus encuentros de local en el reducto floridano, excepto en los partidos de alta convocatoria contra Colo-Colo, la Universidad de Chile y la Universidad Católica en donde se debía trasladar al Santa Laura o al Nacional por motivos de seguridad, aunque durante algunos años se le permitió recibir a la Católica en La Florida, pero diversos incidentes llevaron finalmente a que se inhabilitara el estadio para partidos contra la UC. De igual forma, cuando el club disputó encuentros por copas internacionales debió recurrir a otros reductos de la ciudad. En la Copa Conmebol 1998 Audax recibió a Rosario Central en el Santa Laura, en la Libertadores 2007 hizo de local en el Nacional, en el Monumental y en el San Carlos de Apoqunido, y en la Sudamericana de ese mismo año hizo de local nuevamente en el Nacional. Ese mismo 2007 se anunció la reconstrucción del estadio floridano con miras de la Copa Mundial Femenina de Fútbol Sub-20 de 2008 y el último partido de Audax jugado en el antiguo Municipal fue el 8 de diciembre de 2007 ante Cobreloa por los cuartos de final del Clausura de ese año.
Debido a esta reconstrucción el equipo jugó como local en el año 2008 en los estadios Nacional, Santa Laura y el Estadio Monumental, que fue el estadio que acogió los encuentros de Audax en la Libertadores de ese mismo año. A principios de 2009 el equipo recuperó su localía en La Florida, en el ya nuevo Estadio Bicentenario, que fue habilitado para partidos de alta convocatoria. Durante el primer semestre del año 2010 Audax tuvo que ejercer su localía en el Estadio Municipal de La Pintana, debido a que el recinto de La Florida sufrió daños por el terremoto que afectó al país en febrero de ese año. En el mes de julio el equipo volvió al Bicentenario, pero con un aforo máximo de 4 900 personas mientras continuaban las reparaciones, que demoraron algunos meses más en estar listas.
A comienzos del año 2011 Audax debió ejercer su localía en el Estadio Lucio Fariña de la ciudad de Quillota, debido a que en el estadio de La Florida se estaba instalando un césped artificial nuevo de similares características al del reducto quillotano. El 3 de abril de ese mismo año el equipo volvió a La Florida, en donde se enfrentaron a Colo-Colo.

### Otras instalaciones

#### Sede social
La primera reunión del club se efectuó en las dependencias de la sombrerería Caffi, ubicada en calle Puente 689. Luego de este primer encuentro Audax utilizó una vieja casona ubicada en calle San Isidro con Marcoleta. La gran cantidad de socios y el crecimiento del club hicieron que en 1936 se comprara una edificación en calle Lira, en el centro de Santiago, ubicada a la altura del 425. El 29 de noviembre de ese año fueron inauguradas las nuevas instalaciones que permitían la reunión de los socios y de los dirigentes de las distintas ramas del club durante casi 70 años.
Para los años 1990 la mantención del inmueble se fue tornando dificultosa para la institución, los socios del club se juntaban mayoritariamente en el Stadio Italiano y la falta de una sede para el desarrollo futbolístico de Audax, que ya venía jugando en La Florida, llevaron a la presidencia encabezada por Valentín Cantergiani a permutar la sede de calle Lira por un terreno de 12 hectáreas ubicado al sur de Santiago, en el límite de las comunas de La Florida y Puente Alto, en el sector llamado El Peñón, en el año 2001, lo que les permitiría construir un complejo deportivo. A partir de ese entonces, las dependencias de Audax Italiano se encuentran en la calle Enrique Olivares 1003 junto al Estadio Bicentenario de La Florida.

## Datos del club
- Temporadas en 1ª: 79 (1933-1971; 1977-1986; 1996-)
- Temporadas en 1ªB: 14 (1972-1976; 1987-1995)
- Mayor goleada conseguida:
  - En Primera División: 9:2 a Universidad Católica en 1945, 7:3 Santiago National en 1948, 6:1 a Magallanes en 1971, 6:1 a Deportes Puerto Montt en 1999, 7:1 a Santiago Wanderers en Clausura 2007.
  - En Copa Chile: 13:0 a Juventud Varsovia en 2010.
  - En torneos internacionales: 3:0 a Cusco FC en la Copa Sudamericana 2020.
- Mayor goleada recibida:
  - En Primera División: 1:7 de Colo-Colo en 1939, 0:6 de Universidad Católica en 1983 y 0:6 de Universidad de Chile en el Apertura 2012.
  - En Segunda División: 0:6 de Deportes Colchagua y 0:6 de Santiago Wanderers en 1993.
  - En torneos internacionales: 1:4 de Sportivo Luqueño en la Copa Libertadores 2008.
- Máximo goleador: Carlos Tello, con 101 goles.
- Máximo goleador en una temporada de Liga: José Luis Díaz, con 23 goles en 1999.
- Máximo goleador en una temporada: Carlos Villanueva Rolland, con 30 goles en 2007.[n. 1]
- Máximo goleador en torneos internacionales: Carlos Villanueva Rolland, con 5 goles.
- Más partidos disputados: Daniel Chirinos, con 352 participaciones.[n. 2]
- Participaciones internacionales:
  - Copa Libertadores de América (3): 2007, 2008, 2022
  - Copa Sudamericana (4): 2007, 2018, 2020, 2023
  - Copa Conmebol (1): 1998

## Plantilla

### Plantilla 2025
- Por disposición de la Asociación Nacional de Fútbol Profesional (ANFP), los equipos chilenos en la Liga de Primera están limitados a tener en su plantel un máximo de seis futbolistas extranjeros, más un juvenil extranjero inscrito en el fútbol formativo desde el año 2023, pero:
  - Alessandro Riep posee la doble nacionalidad argentina y chilena.
- Por disposición de la ANFP, el número de las camisetas no puede sobrepasar al número de jugadores inscritos.
- Por disposición de la ANFP, el plantel debe utilizar al menos 1890 minutos a juveniles chilenos nacidos a partir del 1 de enero de 2004.

### Altas 2025
| Jugador           | Posición      | Procedencia          | Tipo            |
| ----------------- | ------------- | -------------------- | --------------- |
| Milovan Arredondo | Portero       | Universidad de Chile | Préstamo        |
| Jorge Espejo      | Defensa       | Cobreloa             | Préstamo        |
| Enzo Ferrario     | Defensa       | Unión La Calera      | Libre           |
| Yahir Salazar     | Defensa       | Universidad de Chile | Préstamo        |
| Milton Cantero    | Mediocampista | Racing               | Libre           |
| Leonardo Valencia | Mediocampista | Cobresal             | Libre           |
| Marlon Carrasco   | Mediocampista | San Luis             | Fin de préstamo |
| Michael Fuentes   | Delantero     | Palestino            | Fin de préstamo |
| Alexis González   | Delantero     | River Plate          | Préstamo        |
| Luis Riveros      | Delantero     | Tacuary              | Fin de préstamo |
| Franco Troyansky  | Delantero     | Unión                | Libre           |
| Jugador           | Posición      | Procedencia          | Tipo            |
| Eduardo Vargas    | Delantero     | Nacional             | Libre           |

### Bajas 2025
| Jugador           | Posición      | Destino              | Tipo            |
| ----------------- | ------------- | -------------------- | --------------- |
| Omar Carabalí     | Portero       | O'Higgins            | Fin de préstamo |
| Nicolás Fernández | Defensa       | Universidad de Chile | Libre           |
| Diego Monreal     | Defensa       | Unión La Calera      | Préstamo        |
| Guillermo Ortiz   | Defensa       | Colón                | Fin de préstamo |
| Fabián Torres     | Defensa       | Deportes Copiapó     | Libre           |
| Carlos Villanueva | Mediocampista |                      | Retiro          |
| Emanuel Cecchini  | Mediocampista | San Lorenzo          | Libre           |
| Santiago Dittborn | Mediocampista |                      | Libre           |
| Nazareno Bazán    | Delantero     | Almirante Brown      | Libre           |
| Gonzalo Álvarez   | Delantero     | Deportes Limache     | Libre           |
| Luciano Arriagada | Delantero     | Athletico Paranaense | Fin de préstamo |
| Ignacio Jeraldino | Delantero     | Unión Española       | Traspaso        |
| Javier Quiñones   | Delantero     | Trasandino           | Préstamo        |

## Jugadores

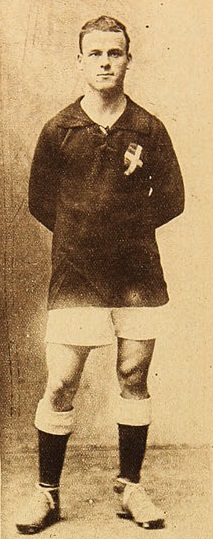
Gino Iacoponi, exjugador del Livorno, campeón de la Liga Metropolitana con Audax en 1924. Participó en el primer campeonato de Chile, anotando en el partido inaugural.

Una gran cantidad de jugadores han disputado al menos un encuentro oficial con la camiseta del primer equipo de Audax Italiano. En sus comienzos el club solo aceptaba miembros de la colonia italiana residente, siendo posteriormente aceptados miembros de toda la comunidad.
En cuanto a los extranjeros, Audax Italiano fue precursor, en los años 1920, de la contratación de jugadores foráneos, preferentemente de origen argentino y uruguayo. Los extranjeros adquirieron protagonismo en el club durante los años 1930 y 1940, pero en 1951 el club decidió tomar una política de chilenización del equipo que rindió sus frutos en la obtención del Campeonato Nacional de 1957, y que fue revertida en los años siguientes.
El primer jugador de Audax Italiano en ser convocado a la selección de fútbol de Chile fue Juan Aguilera, quien sumó una presencia en el año 1930, precisamente en la Copa Mundial de ese año, disputada en Uruguay. Desde entonces, el club ha contribuido con cerca de 40 futbolistas al combinado nacional, quienes en su conjunto suman sobre 270 presentaciones en encuentros tipo A por la Roja. Entre ellos, el jugador con mayor número de presencias mientras se desempeñaba en Audax fue Ramiro Cortés, acumulando 45 encuentros entre 1952 y 1960, seguido por Carlos Reinoso con 23 presentaciones entre 1966 y 1969.

#### Distinciones individuales

##### Goleadores de Primera División
- Carlos Giudice: 19 (1934)
- Hernán Bolaños: 14 (1936), 16 (1937)
- Juan Alcántara: 19 (1944)
- Hugo Giorgi: 17 (1945)
- Juan Zárate: 22 (1948)
- Carlos Tello: 21 (1951)
- Carlos Reinoso: 21 (Metropolitano,1968)
- Salvador Cabañas: 18 (Apertura 2003)
- Carlos Villanueva: 20 (Clausura 2007)
- Sebastián Sáez: 13 (Clausura 2012), 14 (Transición 2013)
- Bryan Carrasco: 10 (Transición 2017)

##### Goleadores de Copa Chile
- Alejandro Carrasco: 5 (1998)
- Felipe Mora: 7 (2015)

##### Futbolista del año en Chile
- Óscar Carrasco: 1953
- Carlos Villanueva: 2007

##### Equipo Ideal de América
- Carlos Villanueva: 2007

##### Balón de Oro de la ANFP
- Mauro Olivi: Balón de Oro de la ANFP 2010[83]

##### Premios de la ANFP
- Marco Medel: Jugador de Proyección 2009[84]
- Johnny Herrera: Mejor Arquero 2010[85]
- Boris Rieloff: Mejor Lateral Derecho 2010[85]
- Matías Campos Toro: Mejor Lateral Izquierdo 2010[85]
- Marco Medel: Mejor Volante Izquierdo 2010[85]
- Mauro Olivi: Mejor Delantero Izquierdo 2010[85]
- Felipe Mora: Mejor Jugador Joven 2011[86]

##### Botín de Oro El Gráfico
- Carlos Villanueva: Botín de Oro El Gráfico 2007[87]

## Entrenadores

### Cronología
Los entrenadores interinos aparecen en cursiva.

### Distinciones individuales

#### Premios de la ANFP
- Omar Labruna: Mejor Director Técnico 2010[85]

## Otras secciones y filiales

### Audax Italiano “B”
En 2011, la Asociación Nacional de Fútbol Profesional (ANFP) aprobó la creación de la Segunda División Profesional con los objetivos de que los jugadores tuvieran más actividad y de dotar a la categoría de mayor competitividad, con la única limitación de que estos equipos no podían ascender a Primera B. Audax postuló a su filial, ingresando el equipo “B” a la nueva división. Este torneo comenzó en 2012.

### Audax Italiano femenino
Desde el primer torneo en 2008, la rama femenina de Audax Italiano participa en los torneos de la Primera División de fútbol femenino de Chile, cuyo mayores logros ha sido llegar a semifinales en los torneos de Apertura 2012, Apertura 2013 y Clausura 2013. También tuvo una destacada participación en las dos ediciones de la Copa Chile Femenino, llegando en 2010 a octavos de final, de entre más de 80 equipos, tanto amateurs como profesionales, que participaron.

## Palmarés

### Torneos nacionales oficiales
| Competición nacional          | Competición nacional | Títulos                 | Subcampeonatos                                          |
| ----------------------------- | -------------------- | ----------------------- | ------------------------------------------------------- |
| Primera División              | 4                    | 1936, 1946, 1948, 1957. | 1934, 1935, 1938, 1940, 1944, 1947, 1951, 2006 (C). (8) |
| Campeonato de Apertura        | 1                    | 1941.                   | 1937, 1938, 1944, 1950. (4)                             |
| Campeonato Especial de Receso | 1                    | 1937.                   |                                                         |
| Copa Chile                    | 0                    |                         | 1981, 1998, 2018. (3)                                   |
| Copa de Campeones             | 0                    |                         | 1943. (1)                                               |
| Torneo Metropolitano de Chile | 0                    |                         | 1968. (1)                                               |
| Liguilla Pre-Sudamericana     | 1                    | 2007.                   |                                                         |
| Liguilla Pre-Libertadores     | 0                    |                         | 2010. (1)                                               |
|                               |                      |                         |                                                         |
| Segunda División              | 0                    |                         | 1995. (1)                                               |

### Torneos amateurs
| Competición local                                                           | Competición local | Títulos           | Subcampeonatos |
| --------------------------------------------------------------------------- | ----------------- | ----------------- | -------------- |
| Primera División (Asociación de Football de Santiago)                       | 3                 | 1922, 1931, 1932. | 1927. (1)      |
| Primera División (Liga Metropolitana)                                       | 1                 | 1924.             | 1926. (1)      |
| Copa Chile de la Asociación de Football de Santiago                         | 1                 | 1922.             |                |
| Copa Joaquín Prieto Concha                                                  | 1                 | 1924.             |                |
| Campeonato de Apertura de la Liga Metropolitana de Deportes                 | 2                 | 1924, 1925.       |                |
| Campeonato de Apertura de la Asociación de Football de Santiago             | 1                 | 1932.             | 1931. (1)      |
| Sección Argentina de la Copa Chile de la Asociación de Football de Santiago | 1                 | 1922.             |                |
| Copa Luis A. Poblete                                                        | 1                 | 1922.             |                |
| Sección Chile de la Copa Miguel Blanco                                      | 0                 |                   | 1923. (1)      |

### Reservas
- Torneo de Reservas de Chile (3): 1950,[95] 1952,[96] 1963.[97]

### Torneos amistosos
- Copa Gellona (1): 1923
- Copa La Nación (1): 1925.[10]
- Copa El Mercurio (1): 1926.[10]
- Trofeo Ernesto Levi (1)[10]
- Copa L'Italia (1): 1927.[10][98]
- Trofeo Félix Corte (1)[10]
- Copa Cooperativa Ferroviaria (1): 1928.[99]
- Copa Fútbol 7 Unicef (1): 2003
- Copa Ciudad de La Serena (1): 2010
- Copa Noche Blanquiazul (1): 2018
- Copa Estadio Codelco El Cobre (1): 2025
- Subcampeón de la Copa Agustín Crovetto (1): 1921.[100]
- Subcampeón de la Copa Nino Brusadelli (1): 1928.[101]

### Distinciones
- Premio Promoción de valores ANFP (1): 2018

### Fútbol joven
- División de Honor de la Liga Infantil de Football de Santiago (1): 1928.
- Categoría Sub-20 (1) : Campeonato Nacional 1995.
- Categoría Sub-17 (1) : Clausura 2007.
- Categoría Sub-16 (2) : 2009, Clausura 2014.
- Categoría Sub-15 (1) : Clausura 2016.[102]

## Rivalidades

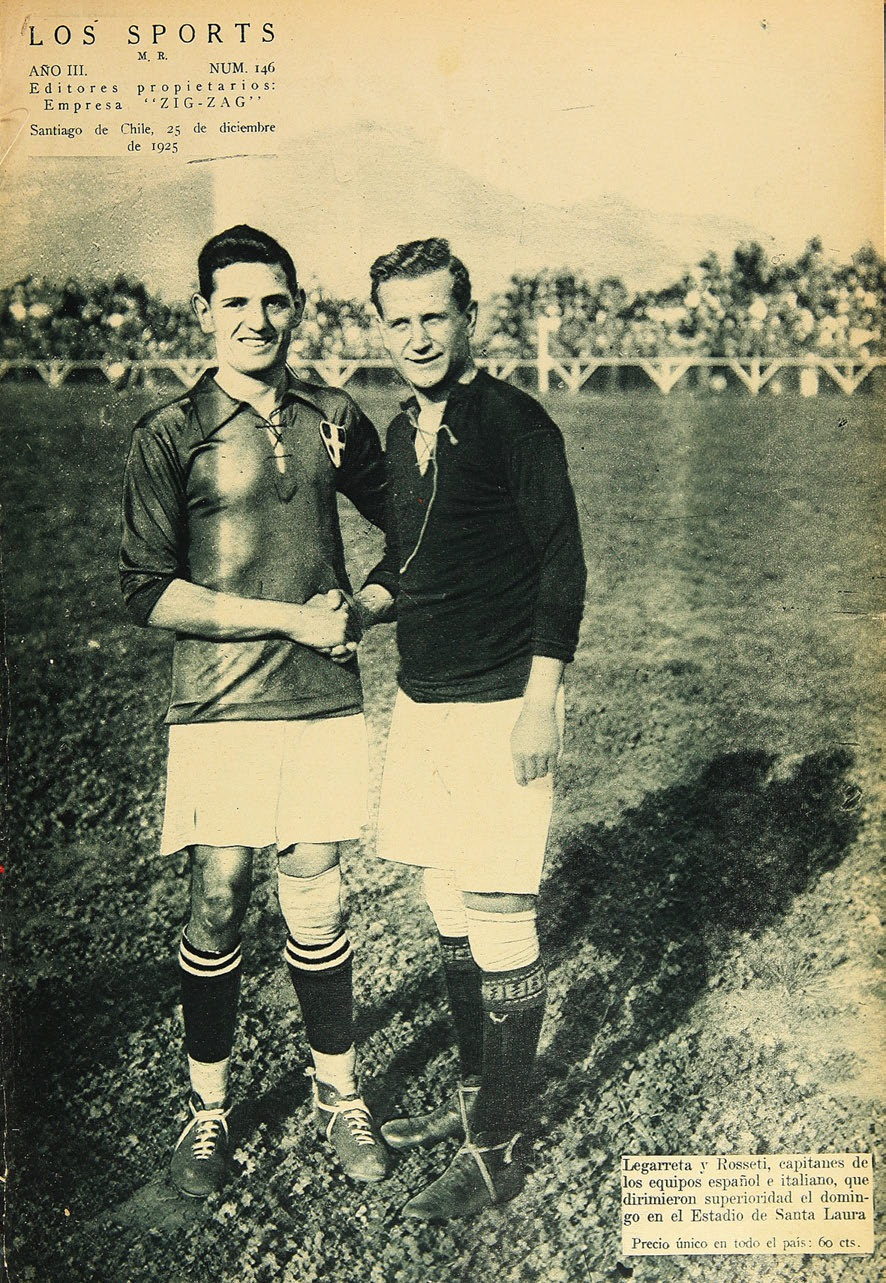
Rosetti y Legarreta, capitanes de Audax Italiano y Unión Española respectivamente, en 1925.

- Actualizado al 17 de febrero de 2020.

Los rivales tradicionales de Audax Italiano son Palestino, equipo fundado por la colonia palestina residente en Chile y Unión Española, que tiene su origen en la colectividad española presente en el país. Cada partido entre ellos es denominado como Clásico de colonias, sin embargo, es el partido frente a Unión Española el de mayor tradición. El origen de la rivalidad con Unión se encuentra en que ambas instituciones son representantes de dos colonias extranjeras numerosas en el país, además de las buenas presentaciones de ambos equipos en los años 1920 —cuando se comenzó a gestar la rivalidad—, lo que hacía que una gran cantidad de espectadores fueran a presenciar este encuentro que no pocas veces, en especial durante los años 1930, terminaban en enfrentamientos que involucraban a los forofos de ambas escuadras.
En total por la serie de honor del fútbol profesional se han enfrentado en 147 oportunidades, con 53 triunfos de Audax y 58 victorias de Unión, finalizando los 36 encuentros restantes en empate.
A partir de finales de los años 1920, Audax también mantuvo una rivalidad con Colo-Colo, cuya raíz se encontraba en el buen desempeño que tuvieron ambos cuadros durante dicho período. La rivalidad se mantuvo hasta los años 1950, lapso en el cual se denominó al encuentro como el «Clásico criollo», al involucrar a los únicos dos clubes que poseían una plantilla totalmente nacional.